# Peso wélter (MMA)

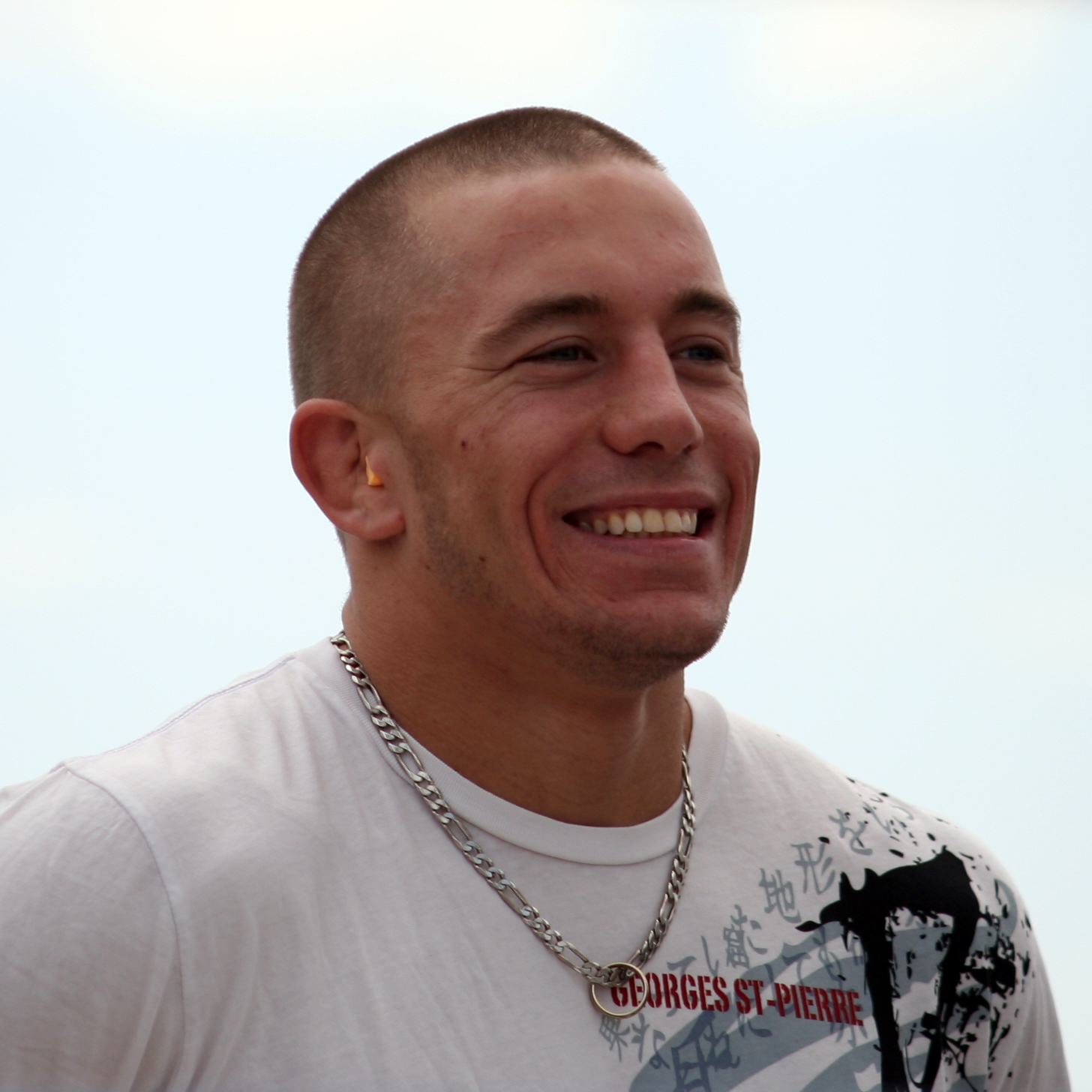
Georges St-Pierre, peleador peso wélter y ex campeón en UFC.

La división de peso wélter en artes marciales mixtas contiene diferentes categorías de peso:
- La división de peso wélter de UFC, la cual agrupa a los competidores entre 156 a 170 libras (71 a 77 kg)
- La división de peso wélter de ONE Championship, cuyo límite superior es de 83,9 kg (185 lb)

## Ambigüedad y aclaración
Muchos otros deportes usan la categoría de peso wélter, como el boxeo, kickboxing y Muay Thai, pactándola en 147 lb (67 kg). La división de peso wélter en MMA es por lo tanto significativamente más pesada que en otros deportes. En aras de la uniformidad, muchos sitios web de artes marciales mixtas estadounidense se refieren a los competidores entre 156 y 170 lb (71 y 77 kg) como pesos wélters. Esto engloba a la división de peso mediano de Shooto (167 lb / 76 kg).
El límite de peso wélter, definido porl a Comisión Atlética del Estado de Nevada y la Asociación de Comisiones de Boxeo es de 170 lb (77 kg).

## Campeones profesionales

### Actuales campeones
Última actualización el 25 de julio de 2025.
| Organización             | Comienzo del reinado    | Campeón              | Récord           | Defensas |
| ------------------------ | ----------------------- | -------------------- | ---------------- | -------- |
| UFC                      | 10 de mayo de 2025      | Jack Della Maddalena | 18–2 (12KO 2SUB) | 0        |
| Bellator MMA             | 11 de junio de 2021     | Yaroslav Amosov      | 27–0 (9KO 10SUB) | 1        |
| ONE Championship         | 19 de noviembre de 2022 | Christian Lee        | 17–4 (12KO 4SUB) | 0        |
| KSW                      | 22 de abril de 2023     | Adrian Bartosiński   | 16–1 (11KO 2SUB) | 3        |
| Fight Nights Global      | 6 de abrul de 2019      | Dmitry Bikrev        | 12–3 (8KO 1SUB)  | 2        |
| Titan FC                 | 15 de marzo de 2019     | Michael Graves       | 9–1 (4KO 2SUB)   | 1        |
| ACA                      | 26 de febrero de 2021   | Abubakar Vagaev      | 20–3 (4KO 1SUB)  | 0        |
| Legacy Fighting Alliance | TBA                     | Vacante              | TBA              | 0        |
| Cage Warriors            | TBA                     | Vacante              | TBA              | 0        |

## Mayor cantidad de victorias en peleas titulares de peso wélter
Nota: esta lista incluye victorias en peleas por títulos de peso wélter de promociones mayores (UFC, Strikeforce, WEC, Bellator)
Nota: esta lista incluye campeones indiscutidos y campeones interinos
     Reinado titular activo
|    | Nombre            | Promoción        | Victorias titulares      |
| -- | ----------------- | ---------------- | ------------------------ |
| 1. | Georges St-Pierre | UFC              | 12                       |
| 2. | Matt Hughes       | UFC              | 9                        |
| 3. | Pat Miletich      | UFC              | 5                        |
| 3. | Ben Askren        | Bellator         | 5                        |
| 3. | Nick Diaz         | WEC, Strikeforce | 5 (1 WEC, 4 Strikeforce) |
| 3. | Carlos Condit     | WEC, UFC         | 5 (4 WEC, 1 UFC)         |
| 3. | Kamaru Usman      | UFC              | 5                        |
| 4. | Tyron Woodley     | UFC              | 4 (+1)                   |
| 5. | Douglas Lima      | Bellator         | 3                        |
| 5. | Robbie Lawler     | UFC              | 3                        |